# Глібов Леонід Іванович
Леонід Іванович Глібов або Глібів (нар. 21 лютого (5 березня) 1827, с. Веселий Поділ, Хорольський повіт, Полтавська губернія — пом. 29 жовтня (10 листопада) 1893, Чернігів) — український письменник, поет, байкар, видавець, громадський діяч.

## Життєпис

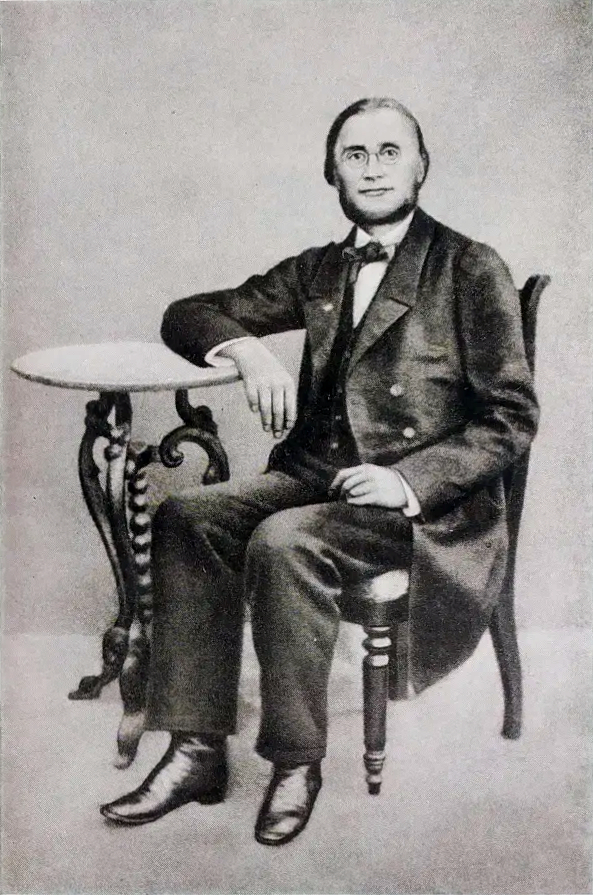
Леонід Глібов, 1864 р.

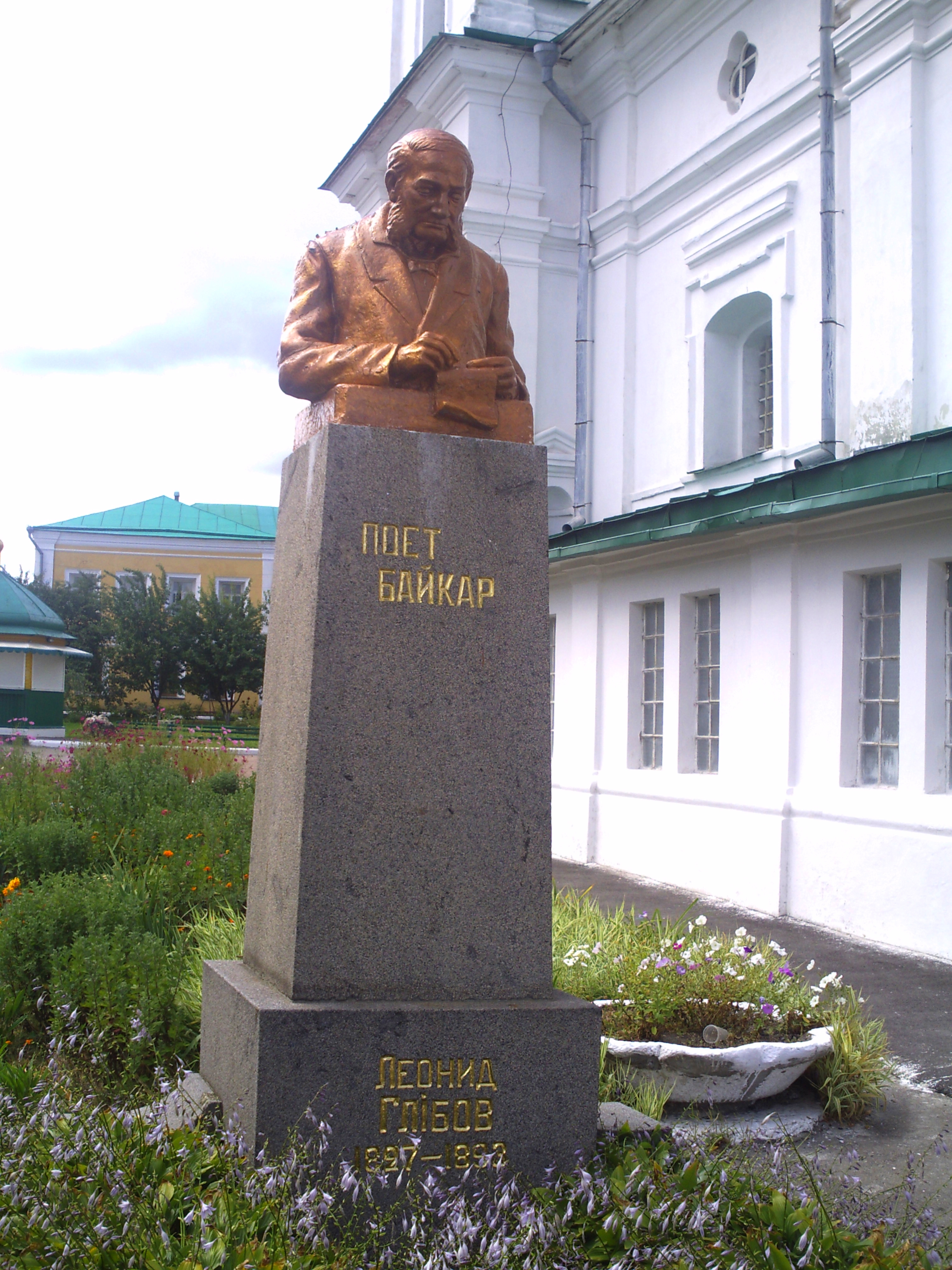
Могила Леоніда Глібова в Чернігові

Народився в селі Веселий Поділ Хорольського повіту. Його батько, Іван Назарович Глібов, був управителем кінськими табунами в маєтку поміщика Гаврила Родзянка. Дитинство провів у селі Горби Кременчуцького повіту, куди з Веселого Подолу перейшов на роботу його батько, забравши з собою сім'ю.
Початкову освіту здобув удома за допомогою матері, а 1840 року вступив до Полтавської гімназії, де почав писати вірші й де виходить його перша збірка російською мовою «Стихотворения Леонида Глебова» (1847). До жанру байки Глібов звертається під час навчання в Ніжинському ліцеї вищих наук, тоді ж деякі з них друкує в газеті «Черниговские губернские ведомости».
Після закінчення ліцею (1855) Глібов працює вчителем історії та географії в Чорному Острові на Поділлі, а з 1858 року — у Чернігівській чоловічій гімназії, гаряче захищає прогресивні педагогічні методи. Навколо сім'ї Глібова групується чернігівська інтелігенція. 1861-го письменник стає видавцем і редактором новоствореної газети «Черниговский листок». На сторінках цього тижневика часто з'являлися соціально гострі матеріали, спрямовані проти місцевих урядовців, поміщиків-деспотів, проти зловживань судових органів. За зв'язки з членом підпільної організації «Земля і воля» І. Андрущенком у 1863 році Глібова було позбавлено права вчителювати, встановлено за ним поліцейський нагляд.
Два роки поет живе в Ніжині, а 1865-го повертається до Чернігова та деякий час працює дрібним чиновником у канцелярії губернатора. З 1867 року він стає управителем земської друкарні, продовжує активну творчу працю, готує збірки своїх байок, видає книги-«метелики», друкує фейлетони, театральні огляди, публіцистичні статті, поезії російською мовою, твори для дітей.
Помер 10 листопада 1893 року в Чернігові, де його й поховали на території монастиря Святої Трійці (вулиця Толстого, Болдина гора).

## Творчість

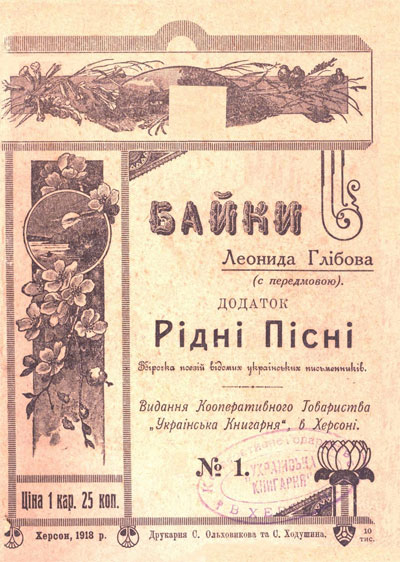
Байки Глібова, видані в Херсоні кооперативним товариством «Укр. книгарня», 1918 рік, упорядник Сергій Шульгин

Широке визнання в українській літературі Глібов здобув як байкар. Усього він написав понад сотню творів цього жанру. Перша збірка «Байки Леоніда Глібова», що містила 36 творів, вийшла в Києві 1863 року, але майже весь її наклад був знищений у зв'язку з Валуєвським циркуляром. 1872-го вдалося видати другу, доповнену в порівнянні з першою, книгу байок, а 1882-го – третю, що була передруком попередньої. Спроби надрукувати інші збірки Глібову не вдалися — перешкоджали цензурні заборони.

### Твори

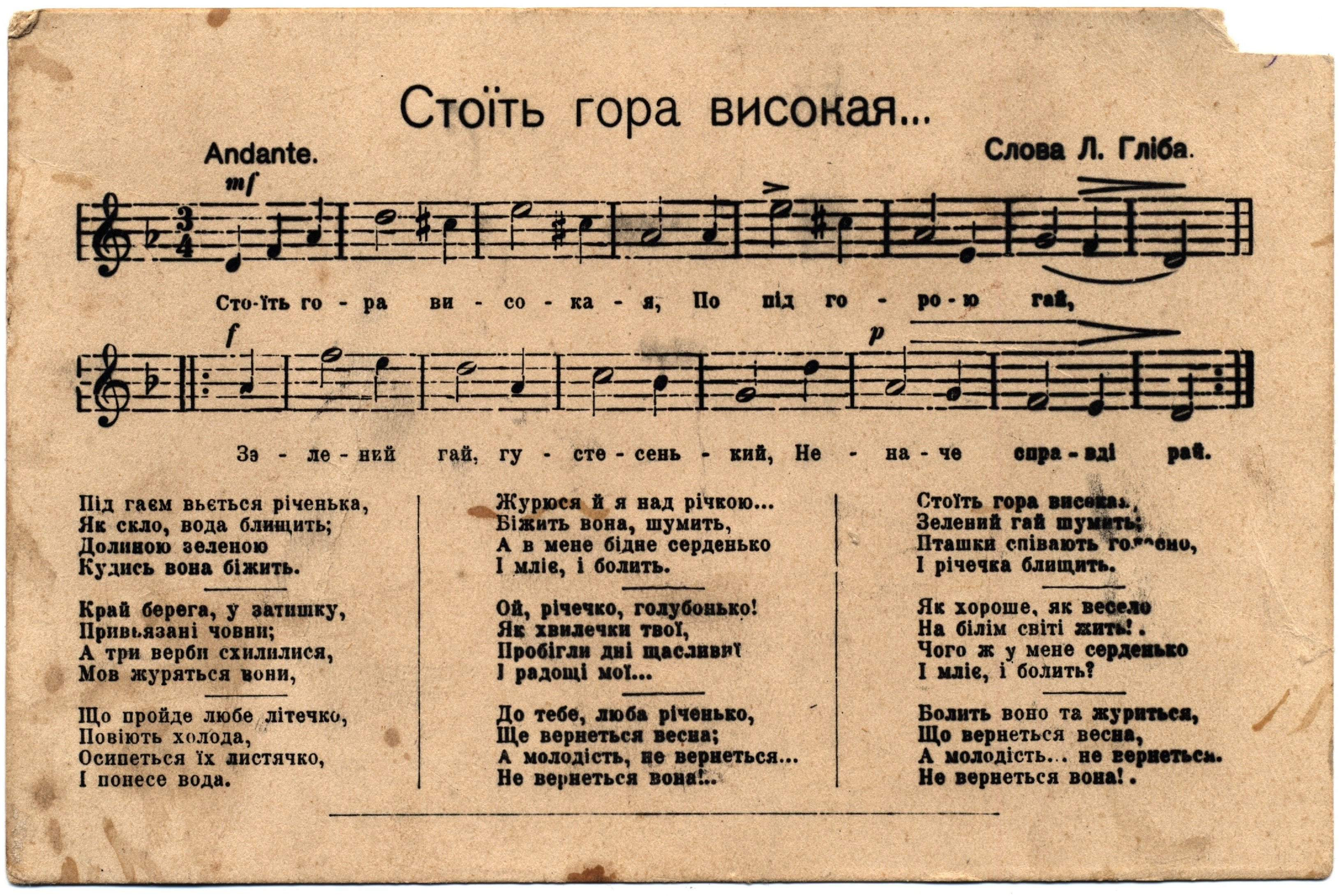
Народна пісня на вірш «Журба» на поштовій листівці

- Ведмідь-пасічник
- Вовк та ягня
- Журба («Стоїть гора високая…»)
- Жаба й Віл
- Зозуля і півень
- Квіти
- Лисиця-жалібниця
- Мальований стовп
- Мірошник
- Муха й бджола
- Охрімова свита
- Пісня
- Синиця
- Солом'яний дід
- Цуцик
- Шелестуни
- Щука

### Акровіршіізагадки
- Декому на догад
- Кому привіт?
- Хто баба?
- Хто бреше?
- Хто вона?
- Хто вони?
- Хто розмовляє?
- Хто сестра і брат
- Хто хвастає?
- Що за птиця?
- Що зашкварчить?
- Хто доня?

## Ушанування пам'яті

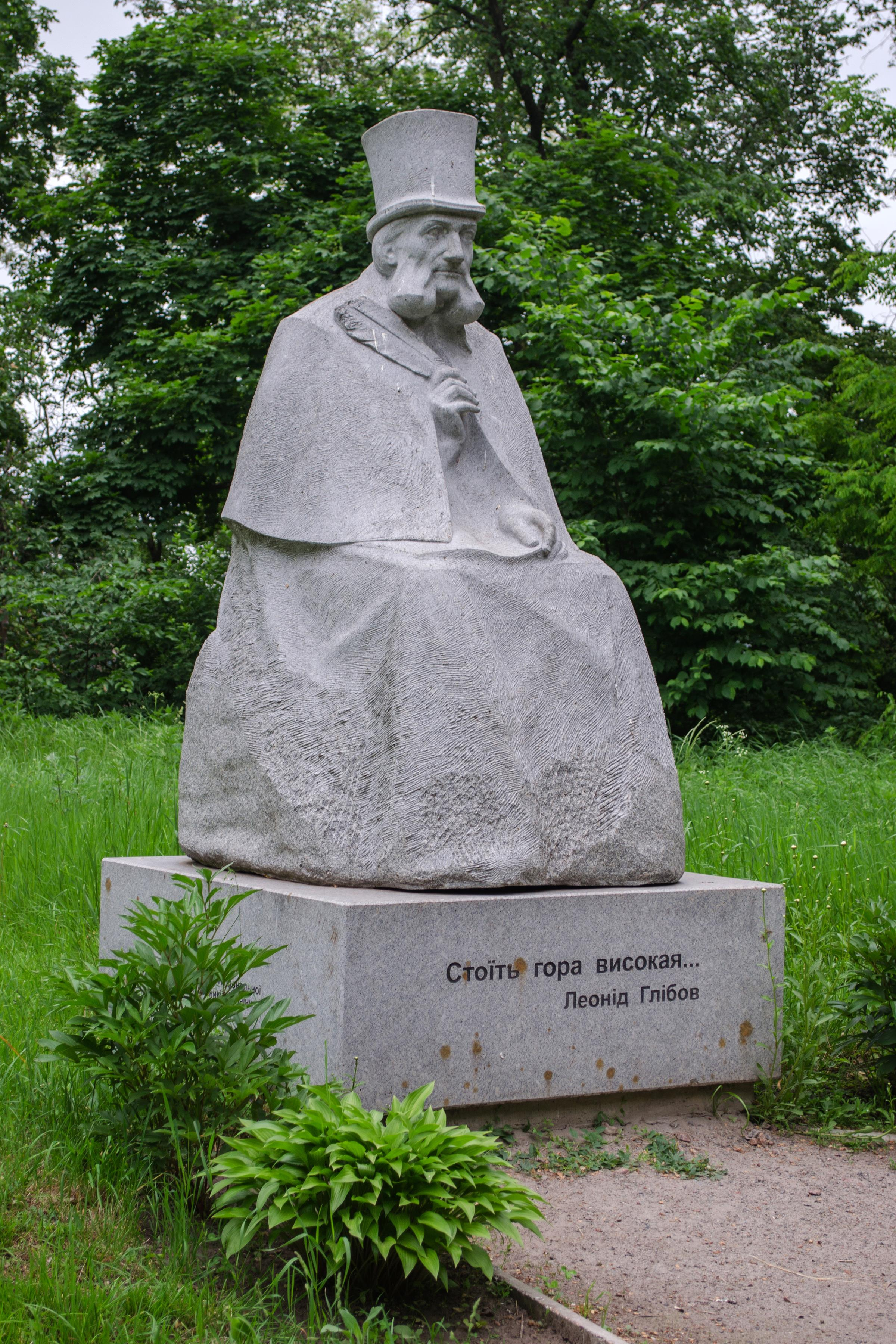
Пам'ятник Леоніду Глібову у селищі Седнів

5 березня 2017 року на державному рівні в Україні відзначалась пам'ятна дата — 190 років з дня народження Леоніда Глібова (1827—1893), письменника, байкаря, видавця, громадського діяча.
На його честь названо декілька урбанонімів, наприклад вулиця Глібова у Львові і Черкасах.
Під час німецького панування в Харкові на честь Глібова була перейменована вулиця Анрі Барбюса, тепер — вулиця Юри Зойфера.

### Галерея

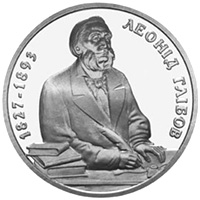
Леонід Глібов на ювілейній монеті
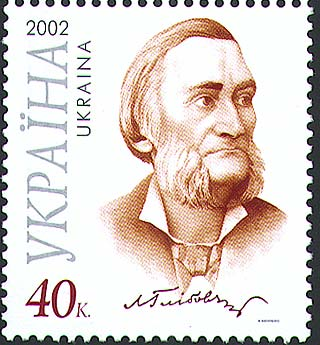
Марка України, присвячена байкареві
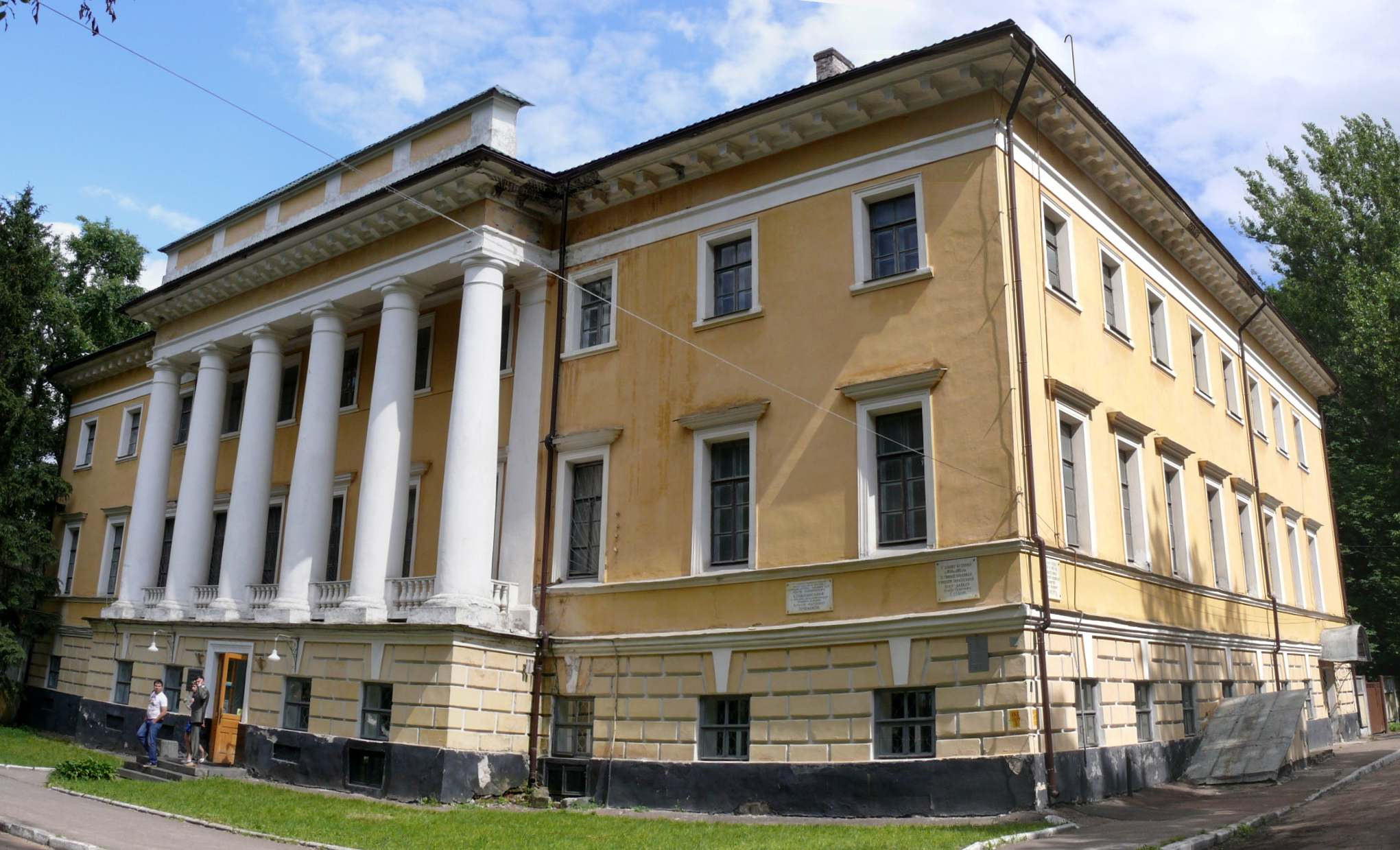
Будинок чернігівської чоловічої гімназії, де викладав Леонід Глібов
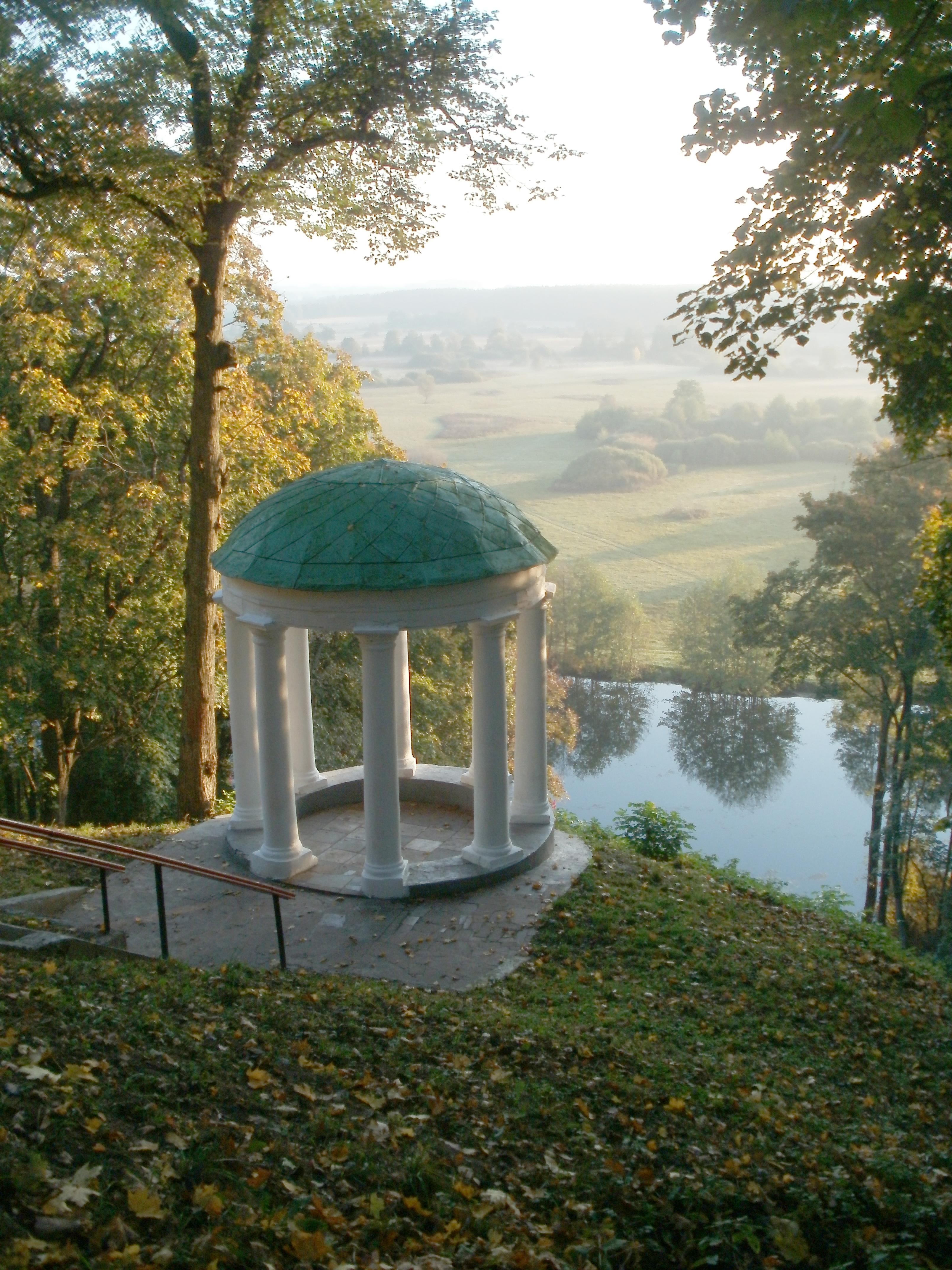
Альтанка Глібова у cелищі Седнів